# Ilja Venäläinen
Ilja Venäläinen (* 27. September 1980 in Kuopio) ist ein ehemaliger finnischer Fußballspieler.

## Verein
Venäläinen begann seine Karriere in der Jugend von Kuopion PS, für die er später im Profibereich sechs Saisons spielte, ehe er 2004 zu FF Jaro wechselte. Dort blieb er allerdings nur ein Jahr lang und wechselte zur Saison 2005 zum FC KooTeePee, für die er 2005 und 2006 in 49 Spielen dreizehn Tore erzielte. Zur Saison 2007 kehrte er zu seinem Heimatverein Kuopion PS in die zweitklassige Ykkönen zurück, mit dem er den direkten Wiederaufstieg in die Veikkausliiga schaffte. 2010 wurde er kurzzeitig an Pallo-Kerho 37 verliehen und vier Jahre später ging er zu PuPa in den Amateurbereich. 2020 war Venäläinen noch zweimal für Kuopion Elo aktiv und beendete dann seine Karriere, wo ihm in 442 Ligaspielen stolze 143 Treffer gelangen.

## Nationalmannschaft
Venäläinen absolvierte u. a. zwölf Partien für die finnische U-21-Nationalmannschaft und wurde außerdem von Interimstrainer Olli Huttunen am 9. Februar 2011 beim 1:1-Remis der A-Nationalmannschaft gegen Belgien eingesetzt, wo er in der 83. Minute für den Mittelfeldmotor Tim Sparv auf den Platz kam.